# Órdenes militares españolas

Cruces de las principales órdenes militares españolas.

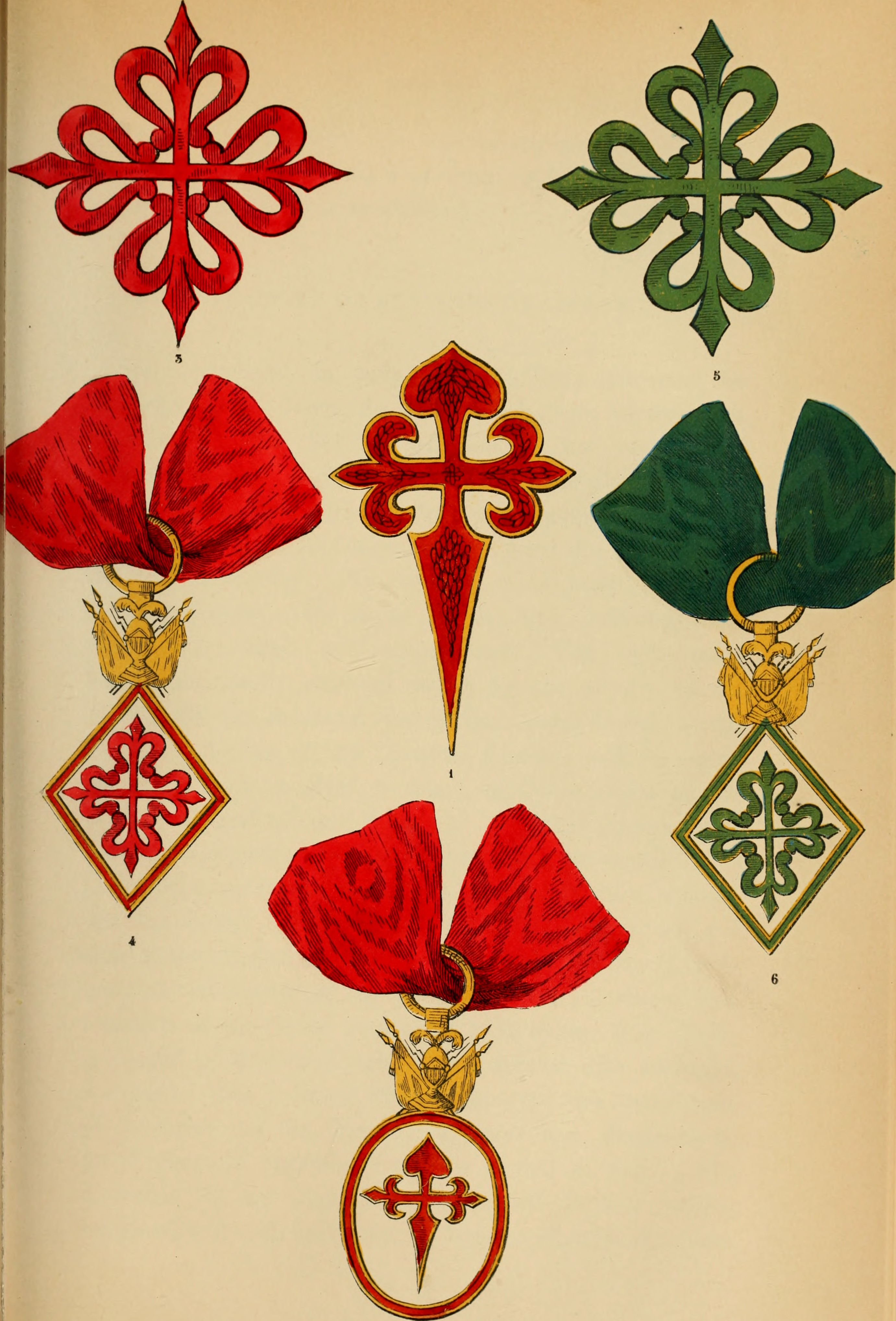
De izquierda a derecha: Orden de Calatrava, Orden de Santiago y Orden de Alcántara en el Libro de órdenes de caballeros y condecoracionese honor de todas las naciones, 1858.

Las órdenes militares de los reinos ibéricos son un conjunto de instituciones religioso-militares que surgieron en el contexto de la Reconquista, las más importantes surgidas en el siglo XII en las Coronas de León y de Castilla (Orden de Santiago, Orden de Alcántara y Orden de Calatrava) y en el siglo XIV en la Corona de Aragón (Orden de Montesa); precedidas por muchas otras que no han perdurado, como las Militia Christi aragonesas de Alfonso I el Batallador, la Cofradía de Bel chite (fundada en 1122) o la orden de Monreal (creada en 1124), que tras ser reformadas por Alfonso VII de León tomaron el nombre de Cesaraugustana y en 1149, con Ramón Berenguer IV, se integran en la Orden del Temple. 
En 1174 se crea en el Reino de Aragón la Orden de Monte Gaudio, por Rodrigo Álvarez III Conde de Sarria, tras la donación del castillo de Alfambra y su señorío por Alfonso II el Casto. La portuguesa Orden de Avis respondía a idénticas circunstancias, en el restante reino cristiano peninsular.
Durante la Edad Media, al igual que en otros lugares de la cristiandad, en la península ibérica aparecieron órdenes militares autóctonas, que, si bien compartían muchas similitudes con otras órdenes internacionales, también presentaban peculiaridades propias, debido a las especiales circunstancias históricas peninsulares marcadas por el enfrentamiento entre musulmanes y cristianos.
El nacimiento y expansión de estas órdenes autóctonas se produjo fundamentalmente en la fase de la Reconquista en que se ocuparon los territorios al sur del Ebro y del Tajo, por lo que su presencia en esas zonas de la Mancha, Extremadura y el Sistema Ibérico (Campo de Calatrava, Maestrazgo, etc.) vino a marcar la característica principal de la repoblación, en grandes extensiones en las que cada Orden, a través de sus encomiendas, ejercía un papel político y económico similar al del señorío feudal. La presencia de otras órdenes militares foráneas, como la del Temple o la de San Juan fue simultánea, y en el caso de los caballeros templarios, su supresión en el siglo XIV benefició significativamente a las españolas.
La implantación social de las órdenes militares entre las familias nobles fue muy significativa, extendiéndose incluso a través de órdenes femeninas vinculadas (Comendadoras de Santiago y otras similares).
Después del turbulento periodo de la crisis bajomedieval, en que el cargo de Gran Maestre de las órdenes era objeto de violentas disputas entre la aristocracia, la monarquía y los validos (infantes de Aragón, Álvaro de Luna, etc.); Fernando el Católico, a finales del siglo XV consiguió neutralizarlas políticamente al obtener la concesión papal de la unificación en su persona de ese cargo para todas ellas, y su sucesión conjunta para sus herederos. La incorporación definitiva de las órdenes a los reyes de la Monarquía Hispánica se consiguió en 1523, bajo Carlos I. La Corona las administraba a través del Consejo de Órdenes.  
Perdida paulatinamente toda función militar a lo largo del Antiguo Régimen, la riqueza territorial de las órdenes militares fue objeto de desamortización en el siglo XIX, quedando reducidas éstas al carácter religioso sumado entonces a la función social de representar, como cargos honoríficos, un aspecto de la condición nobiliaria católica. También sus caballeros actualmente tienen los objetivos de defender la fe y la santificación personal, preservar el patrimonio histórico que tienen sus nombres y ser ejemplo de los valores católicos caballerescos que siempre apuntan a la búsqueda de la salvación.  
Las órdenes militares actualmente son instituciones monárquicas reinstauradas a raíz  de la iniciativa regia de Juan Carlos I herederas y continuadoras de las que fueron fundadas en el siglo XII. Del mismo modo, el Arma de Caballería del Ejército de España, es heredera y continuadora de aquel ejército, que tuvo su origen a finales del siglo XV, en tiempos de los Reyes Católicos, momento histórico en el cual el Ejército asume las misiones propiamente militares de las Órdenes, con el mismo espíritu y los mismos valores profundamente sentidos arraigados y sentidos por ambas partes. En la actualidad su configuración jurídica es la de una asociación de derecho común, distinción otorgada por Felipe VI si bien conserva sus tres fines confesionales de alabanza a Dios, defensa de la fe y santificación personal.

## Nacimiento y evolución

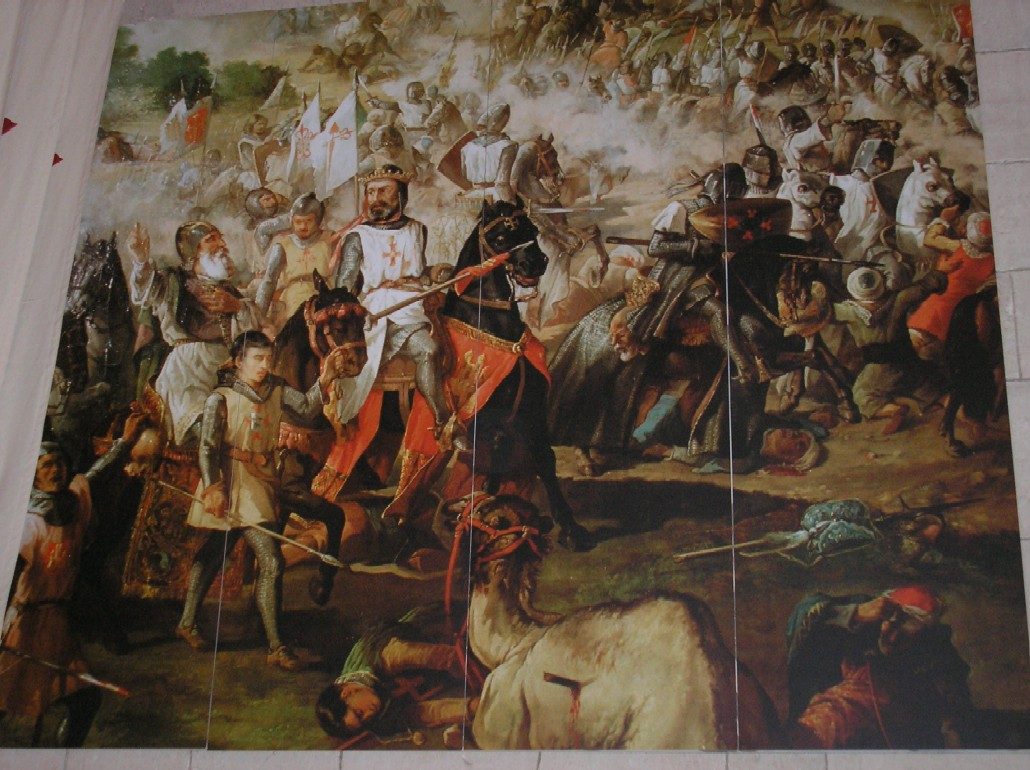
Escenas de la Reconquista por las Órdenes Militares. Monasterio de Uclés, Cuenca

Aunque la aparición de las órdenes militares hispánicas puede interpretarse como pura imitación de las internacionales surgidas a raíz de las cruzadas, tanto su nacimiento como su posterior evolución presentan rasgos diferenciales, pues jugaron un papel de primer orden en la lucha de los reinos cristianos contra los musulmanes, en la repoblación de extensos territorios, especialmente entre el Tajo y el Guadalquivir, y se convirtieron en una fuerza política y económica de primera magnitud, teniendo además gran protagonismo en las luchas nobiliarias habidas entre los siglos XIII a XV, cuando finalmente los Reyes Católicos lograron hacerse con su control.
Para los arabistas, el nacimiento de las órdenes militares españolas estuvo inspirado en los ribat musulmanes, pero otros autores opinan que su aparición fue fruto de un proceso de fusión de hermandades y milicias concejiles teñidas de religiosidad que, mediante absorción y concentración, dieron lugar a las grandes órdenes en un momento en que la lucha contra el poderío almohade requería de todos los esfuerzos posibles por parte del lado cristiano. 
Las primeras en aparecer fueron las creadas por Alfonso el Batallador en el reino de Aragón, en su avance conquistador tras la Toma de Zaragoza en 1118. El aragonés fundaría en 1122 la Cofradía de Belchite y en 1124 fundaría la Orden militar de Monreal,  creando las primeras órdenes peninsulares, cuyos miembros disfrutarían de indulgencias espirituales similares a las de la Primera Cruzada.  
Les seguirían la Orden de Calatrava, nacida en esa villa del reino castellano en 1158, y la de la Orden de Santiago, surgida en la ciudad de Cáceres, en el reino leonés, en 1170. Seis años después se creó la Orden de Alcántara, en principio denominada de San Julián del Pereiro. La última en aparecer fue la Orden de Montesa que lo hizo más tardíamente, durante el siglo XIV, en la Corona de Aragón debido a la disolución de la Orden del Temple.

## Organización jerárquica
A imitación de las órdenes internacionales, las españolas adoptaron su organización. El maestre fue la máxima autoridad de la orden, con un poder casi absoluto, tanto en lo militar, como en lo político o en lo religioso. Era elegido por el consejo, compuesto por trece frailes, de donde les viene a sus componentes el nombre de «Treces». El cargo de maestre es vitalicio y a su muerte los Trece, convocados por el prior mayor de la orden, eligen al nuevo. Cabe la destitución del maestre por incapacidad o por conducta perniciosa para la orden. Para llevarla a cabo se necesita el acuerdo de sus órganos superiores: consejo de los trece, «prior mayor» y «convento mayor». 
El capítulo general es una especie de asamblea representativa que controla toda la orden. Lo forman los trece, los priores de todos los conventos y todos los comendadores. Se debe reunir anualmente un día determinado en el convento mayor, aunque en la práctica estas reuniones se celebraron donde y cuando el maestre quiso. 
En cada reino existió un «comendador mayor», con sede en una localidad o fortaleza. Los priores de cada convento eran elegidos por los canónigos, pues hay que tener en cuenta que dentro de las órdenes existían freyles milites (caballeros) y freyles clérigos, monjes profesos que instruían y administraban los sacramentos.

## Organización territorial

Territorios de las órdenes militares de los reinos ibéricos hacia finales del siglo XV:
Orden de Montesa
Orden de Santiago
Orden de Calatrava
Orden de San Juan (Castilla)
Orden de Alcántara
Orden de Christo
Orden de Santiago de la Espada
Orden de Avís
Orden de San Juan (Portugal)
Residencia del Gran Maestre

Dado su doble carácter de instituciones militares y religiosas, en lo territorial las órdenes desarrollan una doble organización separada para cada una de estas esferas, aunque a veces no totalmente desligadas.
En lo político-militar se dividían en «encomiendas mayores», existiendo una encomienda mayor por cada reino peninsular en el que estuviera presente la orden en cuestión. Al frente de ellas estaba el comendador mayor. Le seguían las encomiendas, que eran un conjunto de bienes, no siempre territoriales ni agrupados, pero que generalmente constituían demarcaciones territoriales. Las encomiendas eran administradas por un comendador. Las fortalezas, que por cualquier tipo de causa no estaban bajo el mando del comendador, tenían a su frente un alcaide nombrado por aquel.
En lo religioso se organizaban por conventos, existiendo un convento mayor, que constituía la sede de la orden. En el caso de la orden de Santiago estuvo radicado en Uclés, tras las desavenencias de la orden con el monarcas leonés Fernando II. La orden de Alcántara lo tuvo en la villa cacereña que le dio nombre.
Los conventos no eran sólo lugares donde vivían los monjes profesos, sino que constituían prioratos, demarcaciones territoriales religiosas donde los respectivos priores con el tiempo tuvieron las mismas atribuciones que los obispados, resultando que las órdenes militares se sustrajeron al poder episcopal en extensos territorios.

## El ejército
El mando del ejército lo ejercían las más altas dignidades de cada orden. En la cúspide se hallaba el maestre, seguido de los comendadores mayores. La figura del alférez fue destacada en un principio, pero en la Baja Edad Media había desaparecido. El mando de las fortalezas estaba en manos del comendador o de un alcaide nombrado por él.
El reclutamiento se solía hacer por encomiendas, contribuyendo presumiblemente cada una de ellas con un número de lanzas u hombres relacionado con el valor económico de la demarcación.
Hay que destacar la sorprendente belicosidad de las órdenes y su rigurosa promesa de combatir al infiel, lo que en muchos casos se manifestó en la continuación de auténticas «guerras privadas» contra los musulmanes cuando, por diversas causas, los reyes cristianos abandonaron la lucha, debido a la firma de treguas o bien por dirigir sus acciones bélicas en otros sentidos, como cuando Fernando III, coronado rey de León, abandonó los intereses de este reino para dedicarse a la conquista de Andalucía en beneficio de la Corona de Castilla. 

## Repoblación y política social
El papel militar jugado por las órdenes militares fue muy importante pero además carácter repoblador, económico y social. Porque no bastaba con arrebatar territorios al enemigo si éstos no se poblaban suficientemente como para ocuparlos y administrarlos, facilitando así su defensa.
Las órdenes recibieron grandes extensiones de terreno, cuya repoblación les reportó gran poder político y económico. Para atraer pobladores a las tierras adquiridas, utilizaron métodos similares a los usados por otras instituciones. Uno de ellos consistía en otorgar fueros a las villas de su jurisdicción que las hicieran atractivas a gentes del norte. En general se copiaron los modelos de fueros más generosos, como el de Cáceres o el de Sepúlveda. Un ejemplo de esta generosidad fue el de las exenciones fiscales por nupcialidad, tomadas del fuero de Usagre.
Por otra parte, unas tierras improductivas resultaban inútiles, por lo que se preocuparon de su desarrollo económico. En este sentido, y además de las ventajas dadas a los nuevos pobladores, como las donaciones de baldíos, se consiguieron ferias para sus villas o se realizaron importantes obras de infraestructura en la red de comunicaciones. Las ferias tenían la ventaja de estar libres de impuestos, lo que fomentaba el comercio, que también era impulsado por la mejora de comunicaciones (puentes, caminos, etc.).

## Relaciones con otras instituciones
Las relaciones de las órdenes militares hispánicas con otros poderes e instituciones fueron diversas. En general gozaron del apoyo papal, pues constituían una base sólida para la reconquista y dependían directamente de su autoridad. Los papas otorgaron atribuciones episcopales a los priores de las órdenes en su pugna con los obispos, lo que les dio una gran independencia.
En cuanto a la relación con los reyes, siguió varias etapas. Al principio los monarcas impulsaron las Órdenes porque llegaron a considerarlas el «florón más preciado» de sus coronas. Conscientes de sus enormes posibilidades en la tarea reconquistadora, y repobladora después, los reyes las fomentaron e introdujeron en sus respectivos reinos. Como ocurrió con Alfonso I el Batallador, cuando en 1122 fundó la hermandad de Belchite, o con Alfonso VIII de Castilla y Alfonso IX de León, quienes ofrecieron posesiones a las órdenes de Santiago y Calatrava, respectivamente, para atraérselas a sus reinos. Aunque las donaciones reales en su mayor parte estuvieron constituidas por territorios, para hacerlas eficaces en la lucha contra los musulmanes, también recibieron de los monarcas otro tipo de donaciones de carácter no estrictamente militar o político, tales como las motivadas por razones de caridad, merced, hospitalidad o amistad. A menudo el favor de los reyes también se manifestó en los numerosos pleitos que se plantearon con otros poderes, en los que generalmente los monarcas fallaron a favor de las órdenes. Los privilegios tributarios o de otro tipo fueron igualmente frecuentes, lo que a veces ocasionó la irritación de los concejos de realengo, cuyos vecinos tributaban en mayor medida.
A cambio del favor real, las órdenes llevaban a cabo las misiones que tenían encomendadas y eran leales a los monarcas, en cuyo bando se situaron desde que a finales del siglo XIII las disputas nobiliarias se hicieron tan frecuentes. A partir de entonces, los reyes tomaron consciencia del enorme poder de las órdenes y del peligro que podía suponer el tenerlas en contra, de ahí que con Alfonso XI comenzase una pugna por conseguir su control, a través de la designación del maestre. Esta pugna continuó a lo largo de toda la Baja Edad Media hasta la consecución absoluta de los propósitos regios por parte de los Reyes Católicos, quienes lograron ostentar el maestrazgo de todas ellas a perpetuidad. Con sus descendientes este maestrazgo se convirtió en hereditario.
Más problemática resultó la relación con los concejos de realengo (los municipios en territorio regio), sobre todo con aquellos dotados de extensos dominios de difícil control y ocupación. A menudo sufrieron la depredación de zonas despobladas por parte de las órdenes, hasta que los reyes pusieron fin a las usurpaciones, aunque a partir del siglo XIV estos concejos sufrieron la misma depredación por parte de señores laicos. También hubo pleitos con los colindantes, a veces prolongados e incluso tan vehementes que llegaron a producir enfrentamientos físicos.
Igualmente diversa resultó la relación con el resto del clero. El concurso de este fue fundamental para la configuración de las órdenes, como ocurrió con el apoyo del arzobispo de Santiago de Compostela respecto de la orden santiaguista o con el obispo de Salamanca respecto de la de Alcántara. Pero más adelante hubo de todo, desde piadosas donaciones a pleitos y refriegas interminables, e incluso algún hecho de armas, como el ataque a los obispos de Cuenca y Sigüenza por parte del comendador santiaguista de Uclés. Y es que las tensiones con los obispos fueron frecuentes en la lucha por la jurisdicción eclesiástica, a la que se sustrajeron los priores, quienes recibieron finalmente el apoyo papal.
La hermandad y coordinación fueron las actitudes dominantes en las relaciones entre órdenes. Calatrava y Alcántara estaban unidas por relaciones de filiación, sin que ello supusiera falta de autonomía de Alcántara. Hubo pactos entre órdenes de ayuda mutua y reparto de lo conquistado. Incluso acuerdos, como el tripartito de amistad, defensa mutua, coordinación y centralización firmado en 1313 por la de Santiago, Calatrava y Alcántara.

## SigloXX
Las órdenes militares quedaron disueltas por Decreto de 29 de abril de 1931 del gobierno republicano. Las protestas del cardenal Segura motivaron un segundo Decreto, de 5 de agosto de 1931, que aplicaba a las órdenes lo dispuesto para las maestranzas, quedando sometidas a la Ley de asociaciones. La Ley de 16 de septiembre otorgó fuerza de ley, con carácter retroactivo, a estas disposiciones. El balance de caballeros de 1931 a 1935 es el siguiente:
- Orden militar de Santiago, 68 de 116.
- Orden militar de Calatrava, 89 de 139.
- Orden militar de Alcántara, 19 de 42.
- Orden militar de Montesa, 51 de 70.

Durante la guerra civil española el bando republicano saqueó su sede e incautó su biblioteca, pasando sus fondos a la Biblioteca Nacional. Se habla[¿quién?] de más de cien muertos entre sus miembros, además del obispo-prior de las Órdenes, Narciso de Esténaga.
Tras la contienda, las órdenes reanudan sus actividades y el cruzamiento de caballeros nombrados por Alfonso XIII con anterioridad al 14 de abril de 1931 y que no habían podido tomar posesión tras la proclamación de la República. La Biblioteca Nacional restituyó sus fondos, que fueron depositados en el Convento de las Comendadoras de Santiago, en Madrid. Sendos convenios de 1941 y 1946 con el Gobierno franquista  procuran restablecer la normalidad. No obstante, la relación con las órdenes fue bastante ambigua, si bien eran invitadas a actos institucionales no eran instituciones del Estado. Además, con el fallecimiento de Alfonso XIII en 1941, las órdenes quedaban privadas de una cabeza que procediera a nombrar nuevos caballeros. Cabía la posibilidad de que el obispo-prior, con dispensa papal, cumpliera esta función, pero para ello tenía que ser caballero de alguna de las órdenes. Franco, haciendo valer su derecho de presentación de los candidatos a obispos, no permitió que un caballero fuera nombrado obispo-prior, si bien incluyó alguno como candidato en las ternas.
El Concordato de 1953 con la Santa Sede no introduce ningún régimen particular, manteniendo la existencia del Priorato con sede en Ciudad Real.
Los Acuerdos entre el Estado español y la Santa Sede de 1979 crea la actual diócesis de Ciudad Real como sufragánea de la Archidiócesis de Toledo, si bien su obispo sigue ostentando la condición de prior de las Órdenes. Pasan a ser organizaciones nobiliarias, honoríficas y religiosas, hasta la actualidad.
La restauración de la monarquía hace que Juan de Borbón fuera nombrado en 1981 presidente del Real Consejo, siendo Juan Carlos I gran maestre. En la primera reunión, celebrada el 14 de octubre de 1981, solo quedaban quince miembros, todos nombrados con anterioridad a 1931.
Tras el fallecimiento Juan de Borbón en 1993, Carlos de Borbón-Dos Sicilias ocupó el puesto de presidente hasta su fallecimiento en 2015. En la actualidad es desempeñado por Pedro de Borbón-Dos Sicilias y Orleans. El cargo de gran maestre pasó a Felipe VI tras su proclamación como rey de España en 2014, pasando a ser Juan Carlos I gran maestre Padre.

## SigloXXI
En la actualidad, las órdenes cuentan con 257 miembros, repartidos de la siguiente manera:
- Orden militar de Santiago, 69.
- Orden militar de Calatrava, 81.
- Orden militar de Alcántara, 47
- Orden militar de Montesa, 60.